# Quốc ca Cộng hòa Komi
Quốc ca Cộng hòa Komi (tiếng Komi: Коми Республикаса кып, Komi Respublikasa kyp; tiếng Nga: Госуда́рственный гимн Респу́блики Ко́ми, Gosudárstvennyj gimn Respúbliki Kómi) là bài hát chính thức của Cộng hòa Komi, một nước cộng hòa của Nga. Nó là một trong những biểu tượng quốc gia chính thức của nước cộng hòa, cùng với cờ và huy hiệu.